# نوع مهدد بخطر انقراض أقصى

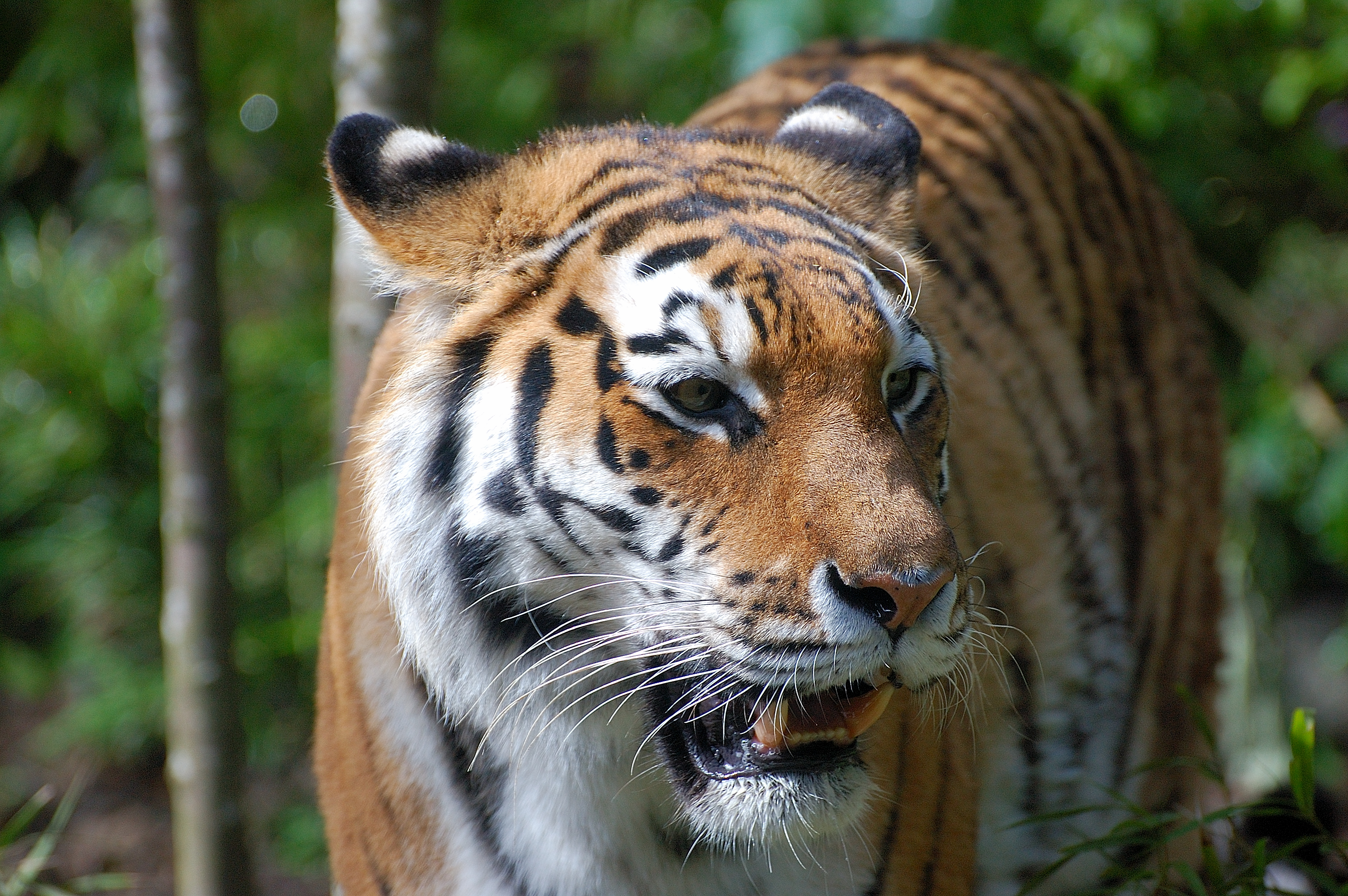
الببر السيبيري حيوان معرض للخطر للغاية.

نوع مهدد بخطر انقراض أقصى أو معرض للخطر للغاية مرتبة في حالة الحفظ تدل على أن نوعا من الكائنات الحية يكتنفه خطر الانقراض بشكل فائق. مثل نمر آمور